# Sostenuto
Sostenuto o sostenente, en música (provenientes del italiano con significado de “sostenido”, “sosteniendo”), denota que un pasaje debe reproducirse a una velocidad más lenta pero uniforme. Es un estilo de interpretación que puede implicar una desaceleración del tempo. Por ejemplo, si un número u obra musical se indica como "adagio sostenuto" o "andante sostenuto" se interpretarán relativamente lentos, indicando que necesitan mantener ("sostener") las notas más tiempo de lo que lo harían normalmente, e interpretar las distintas frases de una manera muy legato.
Se diferencia de "sostenido", que en notación musical es el signo de alteración (#) que, escrito antes de una nota, eleva su altura un semitono.
La abreviatura de sostenuto es sost.

## Pedal del piano
En un piano de cola moderno con tres pedales, el pedal central suele ser el pedal sostenuto (también conocido como 'tonal') que solo 'sostiene' las notas tocadas en el instante en que se presiona, creando el efecto "nota pedal", que consiste en mantener durante un tiempo determinado la misma nota o acorde. A diferencia del pedal de resonancia, la nota pedal no se ve alterada por las que se toquen después.
En algunos pianos verticales, el pedal central 'sostiene' todas las notas en el registro bajo, pero no es un verdadero pedal sostenuto. En otros pianos verticales, el pedal central es un pedal de entrenamiento (con posibilidad de ser bloqueado) que amortigua el sonido, el llamado pedal de "sordina".
El pedal sostenuto no debe confundirse con el pedal 'forte' o de resonancia, que libera todas las cuerdas de los llamados 'amortiguadores'.
La abreviatura del pedal sostenuto es "S.P." o "Sost. Ped."